# Canadian Masters 1985
Das BCE Canadian Masters 1985 war ein professionelles Snooker-Einladungsturnier im Rahmen der Saison 1985/86. Die Neuauflage der ehemaligen Canadian Open (1974–1980) wurde vom 29. Oktober 1985 bis zum 2. November 1985 in den Studios der Canadian Broadcasting Corporation in der kanadischen Metropole Toronto ausgetragen. Sieger wurde der Nordire Dennis Taylor, der in einer Neuauflage des letzten WM-Endspiels den damaligen Verlierer Steve Davis mit 9:5 besiegte. Der sechsfache Weltmeister Ray Reardon spielte mit einem 133er-Break das höchste Break des Turnieres.

## Preisgeld
Das Turnier wurde vom Tischhersteller BCE gesponsert und hatte einen Preisgeldtopf im Wert von 47.500 £.
|                 | Preisgeld |
| --------------- | --------- |
| Sieger          | 15.000 £  |
| Finalist        | 9.000 £   |
| Halbfinalist    | 5.000 £   |
| Viertelfinalist | 3.375 £   |
| Insgesamt       | 47.500 £  |

## Turnierverlauf
Im Gegensatz zu den Canadian Open nahmen am Canadian Masters nur eingeladene Profispieler teil, deren Zahl auf acht begrenzt wurde. Das Viertelfinale wurde dabei im Modus Best of 9 Frames, das Halbfinale im Modus Best of 15 Frames und das Endspiel im Modus Best of 17 Frames gespielt.

|  | Viertelfinale Best of 9 Frames | Viertelfinale Best of 9 Frames |               |   | Halbfinale Best of 15 Frames | Halbfinale Best of 15 Frames |  |  | Finale Best of 17 Frames | Finale Best of 17 Frames |
|  |                                |                                |               |   |                              |                              |  |  |                          |                          |
|  | Dennis Taylor                  | 5                              |               |   |                              |                              |  |  |                          |                          |
|  | John Parrott                   | 1                              |               |   |                              |                              |  |  |                          |                          |
|  | John Parrott                   | 1                              | Dennis Taylor | 8 |                              |                              |  |  |                          |                          |
|  |                                |                                | Dennis Taylor | 8 |                              |                              |  |  |                          |                          |
|  |                                | Ray Reardon                    | 3             |   |                              |                              |  |  |                          |                          |
|  | Ray Reardon                    | Ray Reardon                    | 3             | 5 |                              |                              |  |  |                          |                          |
|  | Ray Reardon                    |                                |               | 5 |                              |                              |  |  |                          |                          |
|  | Tony Knowles                   | 2                              |               |   |                              |                              |  |  |                          |                          |
|  |                                |                                | Dennis Taylor | 9 |                              |                              |  |  |                          |                          |
|  |                                | Steve Davis                    | 5             |   |                              |                              |  |  |                          |                          |
|  | Steve Davis                    | 5                              |               |   |                              |                              |  |  |                          |                          |
|  | Terry Griffiths                | 4                              |               |   |                              |                              |  |  |                          |                          |
|  | Terry Griffiths                | 4                              | Steve Davis   | 8 |                              |                              |  |  |                          |                          |
|  |                                |                                | Steve Davis   | 8 |                              |                              |  |  |                          |                          |
|  |                                | Cliff Thorburn                 | 1             |   |                              |                              |  |  |                          |                          |
|  | Cliff Thorburn                 | Cliff Thorburn                 | 1             | 5 |                              |                              |  |  |                          |                          |
|  | Cliff Thorburn                 |                                |               | 5 |                              |                              |  |  |                          |                          |
|  | Jimmy White                    | 3                              |               |   |                              |                              |  |  |                          |                          |

### Finale
Im Finale gab es mit der Begegnung Steve Davis vs. Dennis Taylor eine der vielen Neuauflagen des WM-Finales 1985, das Taylor auf die letzte Schwarze mit 17:18 gewonnen hatte.
Wie auch schon im WM-Finale ging Davis schnell in Führung, er führte mit 0:3, ehe Taylor unter anderem durch drei Centurys das Spiel umdrehte und selbst mit 5:3 in Führung ging. Nachdem Davis auf einen Frame herankam, baute Taylor seine Führung auf 7:4 aus. Anschließend gewann Davis noch einen Frame, ehe Taylor mit einem 58er- und einem 89er-Break das Spiel und damit das Turnier gewann.
| Finale: Best of 17 Frames CBC TV Studios, Toronto, Kanada, 2. November 1985                                                                                   |                |             |
| Dennis Taylor | 9:5            | Steve Davis |
| 2:98 (52); 34:81 (81); 47:64; 105:18 (105); 58:21; 111:11 (111); 122:5 (120); 71:28 (50); 63:61; 22:107 (84); 119:0 (119); 0:127 (109); 77:36 (58); 89:0 (89) |                |             |
| 120 | Höchstes Break | 109         |
| 3 | Century-Breaks | 1           |
| 7 | 50+-Breaks     | 4           |

## Century Breaks
Während des Turnieres spielten drei Spieler sechs Century Breaks, wobei Dennis Taylor zwei Drittel der 100+-Breaks spielte.
- Ray Reardon: 133
- Dennis Taylor: 120, 119, 111, 105
- Steve Davis: 109